# Joseph Medill Patterson
Pour les articles homonymes, voir Patterson.
Joseph Medill Patterson, souvent appelé Capitaine Joseph Patterson, né le 6 janvier 1879 et mort le 26 mai 1946, est un journaliste, un éditeur, et surtout une personnalité incontournable de l'industrie de la presse américaine. Il est l'un des plus grands rivaux de William Randolph Hearst.

## Biographie
Avec son cousin Robert Rutherford McCormick, il dirige le Chicago Tribune, journal fondé en 1847 et dont le contrôle est pris en 1874 par son grand-père, Joseph Medill — ancien maire de Chicago. Il sert dans l'armée américaine au grade de capitaine pendant la Première Guerre mondiale. En 1918, il crée le Chicago Tribune New York News Syndicate (en) et surtout le New York Daily News, le premier tabloïd important aux États-Unis. Pour l'anecdote, sa sœur Eleanor Medill Patterson (1881-1948), dite Cissy Patterson, dirige quant à elle le Washington Times-Herald (en).
À l'âge de 62 ans, Joseph Patterson tente de s'engager dans l'armée pendant la Seconde Guerre mondiale, mais il est trop âgé.

## Le capitaine Medill et la bande dessinée
En matière de bande dessinée, sa clairvoyance ne sera pas souvent prise en défaut, comme en témoignent diverses anecdotes qui montrent à quel point la bande dessinée américaine de l'âge d'or aurait été différente sans son intervention[style à revoir] :
- En 1917, il a l'idée de la série The Gumps, qui sera réalisée par Sidney Smith ;
- En 1924, il conseille à Harold Gray de transformer son Little Orphan Andy en Little Orphan Annie et de lui mettre une robe ;
- Il décide de renommer Plainclothes Tracy en Dick Tracy ;
- Il choisit Milton Caniff pour créer une série dont il a l'idée, réclamant « sang et tonnerre dans une bande d'aventure à suspense, vue d'un point de vue juvénile ». Ce sera Terry et les Pirates.

En revanche, c'est son assistante, Mollie Slott, qui a imposé le strip Brenda Starr, Reporter alors qu'il était en vacances. Placé devant le fait accompli, il permettra à la série de continuer.